# Cymbopetalum longipes
Cymbopetalum longipes är en kirimojaväxtart som beskrevs av George Bentham och Friedrich Ludwig Diels. Cymbopetalum longipes ingår i släktet Cymbopetalum, och familjen kirimojaväxter. Inga underarter finns listade i Catalogue of Life.